# Fortezza di Nien
La fortezza di Nien (in russo Ниеншанц?, Nienšanc; in svedese Nyenskans) fu costruita nel 1611 alla confluenza dell'Ochta nella Neva, nella località di Nien (in svedese Nyen), in una zona che ora fa parte della città di San Pietroburgo. La fortezza aveva lo scopo di difendere i territori dell'Impero svedese in Ingria e venne poi distrutta dalle truppe di Pietro I durante la grande guerra del nord.